# Trey Lyles
Trey Anthony Lyles (ur. 5 listopada 1995 w Saskatoon) – kanadyjski koszykarz, posiadający również amerykańskie obywatelstwo, występujący na pozycjach skrzydłowego, aktualnie zawodnik Sacramento Kings.
W 2014 wystąpił w meczu wschodzących gwiazd – Nike Hoop Summit oraz McDonald’s All-American.
22 czerwca 2017 trafił w wyniku transferu do Denver Nuggets.
12 lipca 2019 został zawodnikiem San Antonio Spurs. 6 sierpnia 2021 dołączył do Detroit Pistons. 10 lutego 2022 trafił w wyniku wymiany do Sacramento Kings.

## Osiągnięcia
Stan na 12 lutego 2022, na podstawie, o ile nie zaznaczono inaczej.
NCAA
- Uczestnik NCAA Final Four (2015)
- Mistrz:
  - turnieju konferencji Southeastern (SEC – 2015)
  - sezonu regularnego SEC (2015)
- Zaliczony do I składu pierwszoroczniaków SEC (2015)

NBA
- Uczestnik Rising Stars Challenge (2017)[8]

Reprezentacja
- Brązowy medalista mistrzostw Ameryki U–18 (2012)
- Uczestnik mistrzostw świata U–19 (2013 – 6. miejsce)